# シンハラ・ハウンド
シンハラ・ハウンド（英：Sinhala Hound）は、スリランカ原産の土着の犬種のひとつである。

## 歴史
旧石器時代の頃からセイロン島に土着していた、ヴァッダ（英：Vadda）というパリアタイプの古代犬種の直系の子孫である。シンハラ・ハウンドも非常に古い犬種であるが、いつごろ犬種として成り立ったかは資料が存在せず不詳である。しかし、少なくとも紀元前500年代ごろには既に犬種として存在していたことが確認されている。
スリランカ土着の犬種だが、大半はごく近年まで野良暮らしをしていた。昔から一部の犬は飼い慣らされて番犬やペットとして飼育されていたが、ほとんどの犬は野外生活を行い、交配も自然に行われていた。
スリランカでケネルクラブが設立されると、外国産の人気犬種は次々と公認登録されたが、シンハラ・ハウンドは長らく公認されることが無かった。あまりにも身近な存在であったため、純血種であるにもかかわらず注目されなかったためである。しかし、このままでは外来の犬種が棄てられた際、その血により本種の純血性が脅かされていく可能性が高いということを危惧した愛好家が保護と本格的なブリーディングを行うようになり、近年ようやくスリランカで公認の犬種として登録された。
現在もスリランカではごくありふれた馴染み深い犬で、やはり多くの犬は野良暮らしを続けているが、以前よりもペットや番犬として飼育される犬が倍増している。又、公認登録によりショードッグとしても飼育されるようになり、スリランカのドッグショーには多数のシンハラ・ハウンドが出展されている。
しかし、スリランカ国外では全く飼育されておらず、他国のケネルクラブ及びFCIには本種のことをパリア犬の一変種という扱いをされており、公認は受けていない。

## 特徴
典型的なパリアタイプの犬で、無駄が一切無いスリムで引き締まった体をしている。細身で脚が長く、走るのが速い。首とマズルも長めで、均等の取れた体つきをしている。耳はローズ耳或いは長い立ち耳、尾は飾り毛の少ない垂れ尾か巻き尾。コートはスムースコートで、暑さに非常に強い。毛色は特に制限は無い。中型犬サイズで、性格は素直で従順、警戒心が強い。状況判断力は高い。身体能力に優れ、粗食にも耐え、遺伝子的にかかりやすい病気が無い。平均寿命も15年と長く、非常に丈夫で飼いやすい犬種である。運動量は普通である。